# Церковь Санта-Мария-Нова (Виченца)
Санта-Мария-Нова (итал. La Chiesa Santa Maria Nova — Церковь Святой Марии Новая) — бывшая монастырская церковь XVI века в Виченце, в итальянской области Венето. Приписывается архитектору Андреа Палладио, который проектировал её около 1578 года, за два года до своей смерти, но не смог построить.
Проект церкви представляет собой одну из последних работ Палладио, а здание — единственную церковную постройку, спроектированную архитектором для его родного города. С 1994 года здание включено в список 23 палладианских памятников Виченцы, входящих в список всемирного наследия ЮНЕСКО.

## История
В 1538 году четыре монахини покинули монастырь Сант-Антонио-ди-Скио, прибыли в Виченцу и с помощью Д. Агостино Бранцо приобрели участок земли для строительства церкви и монастыря. Монастырь, построенный в 1539 году, стал одним из самых важных в городе и принимал в качестве монахинь августинского ордена многих дочерей аристократических семей Виченцы.
В 1573 году дворянин из Виченцы Лодовико Тренто профинансировал восстановление церкви, примыкающей к августинскому монастырю Санта-Мария-Нова (Santa Maria Nova) на западе города. Церковь была завершена только в 1590 году и освящена в 1616 году в честь Благовещения Девы Марии (Annunciazione di Maria). Название церкви является демонстрацией преданности Деве Марии католиков Виченцы. Атрибут «Нова» происходит либо от того факта, что на момент постройки церковь была последней из посвящённых Мадонне, либо от того, что она находилась в селении Порта-Нова на окраине города.
Не существует ни одного документа, подтверждающего авторство Палладио, не сохранилось каких-либо рисунков с автографами, однако представляется весьма вероятным, что церковь является результатом палладианского проекта, составленного около 1578 года и реализованного после смерти Палладио в 1580 году. Более того, в 1583 году Монтано Барбарано — заказчик палладианского Палаццо Барбаран да Порто — выделил значительную сумму денег на строительство церкви этого монастыря, в который приняли двух его дочерей. Упоминаемый в документах Доменико Гроппино, простой мастер-каменщик, мог быть лишь исполнителем проекта.
Монахини-августинки руководили школой-интернатом для детей из аристократических семей Виченцы, которая просуществовала до 1797 года, когда с приходом французов монахини были вынуждены покинуть монастырь. После наполеоновских указов 1806 и 1810 годов, церковь и монастырь стали государственной собственностью и время от времени использовались как казармы и склады и, наконец, были приобретены муниципалитетом. Здание было продано Фонду Корделлина, который после необходимых адаптаций в октябре 1927 года перенёс туда из Контра-Сан-Марчелло одноимённую муниципальную школу-интернат. Но просуществовало это заведение очень недолго.
Начиная с 2007 года церковь использовалась как склад части исторического архива библиотеки Бертолианы и была вновь открыта для публики после выселения архива 6 января 2024 года.

## Архитектура

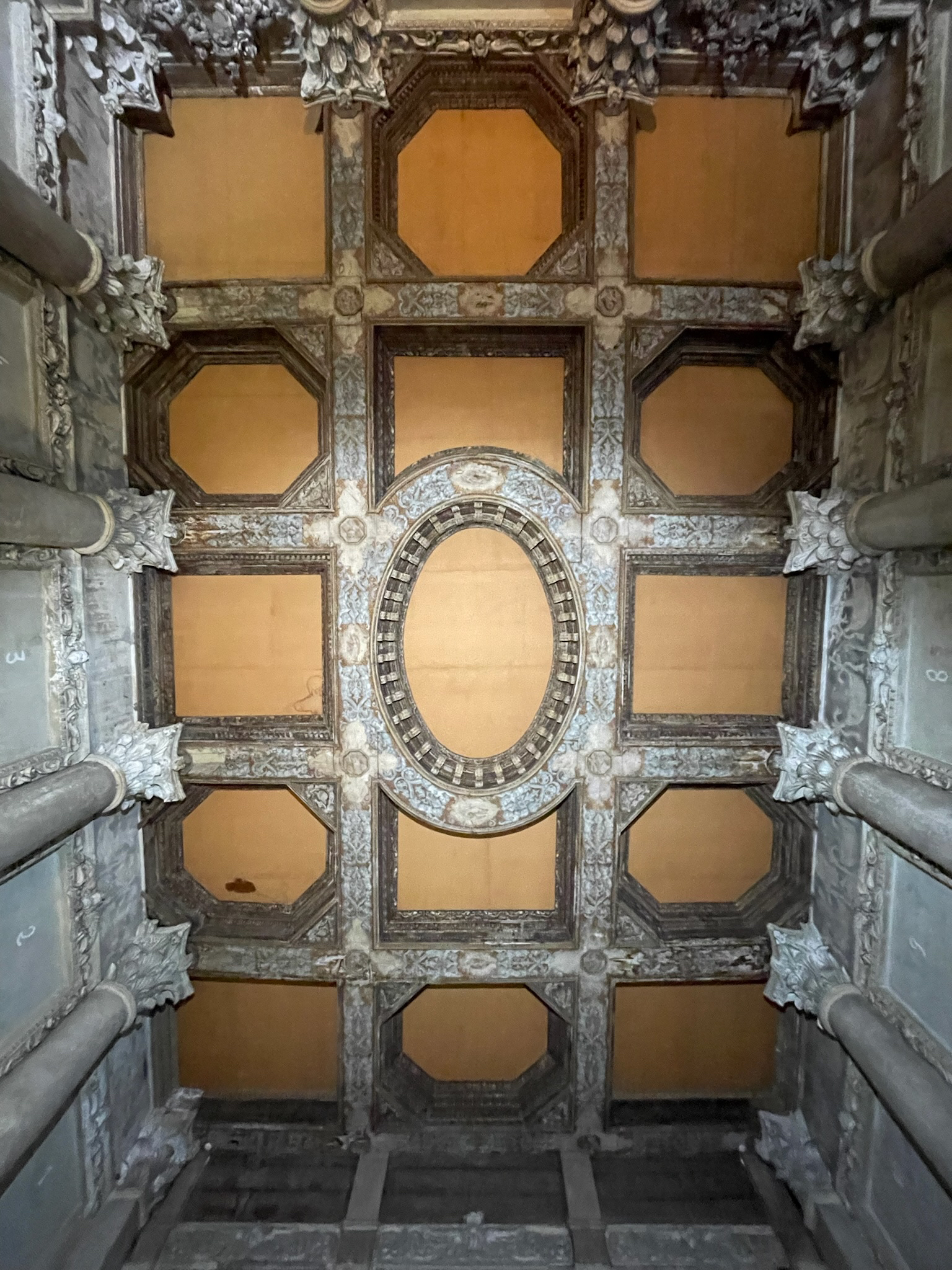
Кессонный потолок

Фасад церкви представляет собой типично палладианскую композицию в виде портика из четырёх трёхчетвертных колонн композитного ордера на высоком цоколе и арочного архивольта в центре под треугольным фронтоном.
Интерьер церкви, как на боковых стенах, так и в кессонах потолка, был украшен картинами крупнейших художников, работавших в Виченце в шестнадцатом и семнадцатом веках, таких как Франческо Маффеи, Алессандро Маганца, Андреа Вичентино, Пальма Иль Джоване, Джулио Карпиони.
Интерьер не сохранил ничего от великолепия прошлого, когда его пять алтарей украшали ценные картины, но даже в нынешнем состоянии он создаёт ощущение исключительности и необычности: стены, украшенные лепниной, и герцогский кессонный потолок, из которого, однако, исчезли картины, находившиеся там в рамах. Произведения искусства были рассеяны после расконсервации церкви в начале XIX века. Сохранились три больших алтаря, первоначально вставленных в заднюю стену церкви: «Благовещение» Пальмы иль Джоване (ныне в церкви Мадонны дель Орто в Венеции), «Венчание тернием» Алессандро Маганцы, переданное на хранение в Галерею Мадонны дель Орто, «Господь среди ангелов со Святыми Франциском и Августином и донатором» Андреа Вичентино, хранящийся в Галерее венецианской Академии. Картина Франческо Маффеи «Иисус, передающий ключи Петру» также хранится в Муниципальной пинакотеке Виченцы.